# Mont Ruan
Der Mont Ruan (auch Grand Mont Ruan) ist ein Berg in den Chablais Alpen im Kanton Wallis, Schweiz. Am Südfuss des Mont Ruan befindet sich der Stausee Lac d’Emosson. Der Hauptgipfel liegt auf 3057 m ü. M., westlich davon, direkt an der Grenze zu Frankreich, liegt der 200 Meter tiefere Gipfel des Petit Ruan (2846 m), östlich der Tour Sallière (3220 m). 
Der Mont Ruan ist der westlichst gelegene Dreitausender der Schweiz.
An den Hängen des Grand Mont Ruan verschwand 1834, Jacques Balmat, einer der Erstbezwinger des Mont Blanc.